# RubyNavigation
RubyNavigation（ルビナビゲーション）は、キヤノンITソリューションズが販売しているDTP用自動ルビ振りソフトウェア。
Windows用で、Macintosh版は販売されていない。
約15万語の日本語辞書を用いて日本語解析を行うことで、品詞や活用の違いに応じてかなりの高精度でルビ振り処理が可能。小学校学年別漢字配当表の各学年別の設定や、常用漢字表外音、拗促音（捨て仮名の使用／不使用などを含む）などの詳細な設定が可能。解析できなかった部分にはゲタ（〓）で出力される。
同社のDTPソフトEDICOLORには、ルビ振り機能のみを取り出したプラグインHummingBirdが標準同梱されている。
RubyNavigationでは、専用のエディタ画面でルビ処理と推敲、プリンタ印字で校正した後、各種DTPソフト用のタグテキストデータとして出力し、ルビ自動処理ができる。また、作業途中での保存なども可能。
以下の各タグテキストデータ出力に対応している。
- HTML
- InDesign2.0
- QuarkXPress4.0
- EDICOLOR
- EdianWing